# Герасимов, Михаил Владимирович
Герасимов Михаил Владимирович  (5 сентября 1986 год, Саратов, Саратовской области, РСФСР, СССР) — российский кикбоксер, чемпион мира, четырёхкратный чемпион Европы, пятикратный обладатель кубка мира, семикратный чемпион России по кикбоксингу, заслуженный мастер спорта России, заслуженный тренер России, Кандидат педагогических наук, доцент, Заведующий кафедрой физической культуры и спорта РАНХиГС Президентской Академии промоутер, президент Всероссийской Федерации Кикбоксинга, Вице-Президент Всемирной Федерации кикбоксинга WKF. Основатель и владелец бойцовской организации Rage Arena.

## Образование
Среднее образование:
- Средняя школа № 61 [Саратов] — выпускник 2003 года.

Высшее образование:
- Саратовская Государственная Академия Права 2003—2008 гг. Квалификация: «юрист», специальность: «юриспруденция»
- Российский Государственный Университет Физической Культуры Спорта и Туризма [РГУФКСиТ] 2008-2013гг специальности: «менеджмент организации», специализации: «менеджмент в спорте»
- Саратовский государственный университет с 2015-2018г Специальность: «физкультура и спорт», специализация: «тренер-преподаватель»

Ученая степень:
- Санкт-Петербургский Политехнический Университет имени Петра Великого 2021—2023 гг. Специальность: 13.00.04 — «Теория и методика физического воспитания, спортивной тренировки, оздоровительной и адаптивной физической культуры», ученая степень: кандидат педагогических наук[3]

## Профессиональная деятельность
- Центральная детская юношеская спортивная школа г. Саратова, спортсмен-инструктор отделения кикбоксинга (2006—2008 гг.).
- ГБОУ Школа № 1240 г. Москва, педагог дополнительного образования (2008—2011 гг.).
- ГБУ СШОР «Трудовые резервы» г. Москва, тренер-преподаватель (2011—2019 гг.).
- СШОР по единоборствам «МГФСО» Москомспорта, г. Москва, тренер (2019—2021 гг.).
- Общероссийская общественная организация «Федерация кикбоксинга России», главный тренер сборной команды России по кикбоксингу (2018 г. по 2021).
- Министерство спорта Российской Федерации, главный тренер спортивной сборной команды Российской Федерации по кикбоксингу (2019 г. по 2021).
- Исполнительный директор Общероссийской общественной организации «Федерация кикбоксинга России» 2014—2021 гг.
- Генеральный директор Rage Arena Fighting Championship (c 2021 г. по настоящее время)
- АНО ВО Институт экономики и управления г. Тула, Доцент, 2021—2022 гг.[4]
- АНО ВО «МИСАО» г. Москва, Доцент департамента физической культуры и спорта, с 2022 года по 2024 г.[5]
- ФГБОУ ВО «РАНХиГС при Президенте Российской Федерации» — заведующий кафедрой физической культуры и спорта с 2025 года по настоящее время[6]

## Воспитанники
Глушков Александр — член сборной команды России, мастер спорта России международного класса.
- 1 место. Чемпионат России 2016 г. (Екатеринбург, Россия) дисциплина: лайт-контакт −84 кг.
- 1 место. Чемпионат Европы 2016 г. (Словения, Марибор) дисциплина: лайт-контакт −84 кг.
- 1 место. Чемпионат России 2017 г. (Омск, Россия) дисциплина: лайт-контакт +94 кг.
- 1 место. Кубок мира 2017 г. (Италия, Римини) дисциплина: лайт-контакт +94 кг.
- 1 место. Чемпионат мира 2017 г. (Венгрия, Будапешт) дисциплина: лайт-контакт +94 кг.
- 1 место Чемпионат России 2018 г. (Московская область, Россия) дисциплина: лайт-контакт +94 кг.
- 1 место Чемпионат России 2018 г. (Московская область, Россия) дисциплина: поинтфайтинг +94 кг.
- 1 место. Кубок мира 2018 г. (Италия, Римини) дисциплина: лайт-контакт +94 кг.
- 1 место. Кубок мира 2018 г. (Италия, Римини) дисциплина: поинтфайтинг +94 кг.
- 1 место Чемпионат России 2019 г. (Самара, Россия) дисциплина: лайт-контакт +94 кг.
- 1 место Чемпионат России 2019 г. (Самара, Россия) дисциплина: поинтфайтинг +94 кг.

Бобров Александр — член сборной команды России, Заслуженный мастер спорта России
- 3 место. Чемпионат Европы 2016 г. (Греция, Лутраки) дисциплина: поинтфайтинг −89 кг.
- 1 место. Чемпионат России 2017 г. (Омск, Россия) дисциплина: поинтфайтинг +94 кг.
- 2 место. Чемпионат мира 2017 г. (Венгрия, Будапешт) дисциплина: поинтфайтинг +94 кг.
- 3 место. Чемпионат России 2019 г. (Самара, Россия) дисциплина: поинтфайтинг −89 кг.
- 2 место. Чемпионат мира 2019 г. (Анталия, Турция) дисциплина: поинтфайтинг −89 кг.

Плетенев Сергей — член сборной команды России, мастер спорта России международного класса.
- 1 место. Чемпионат России 2016 г. (Алушта, Россия) дисциплина: поинтфайтинг −63 кг.
- 1 место. Чемпионат России 2017 г. (Омск, Россия) дисциплина: поинтфайтинг −63 кг.
- 1 место. Кубок мира 2017 г. (Италия, Римини) дисциплина: поинтфайтинг −63 кг
- 1 место Чемпионат России 2018 г. (Московская область, Россия) дисциплина: поинтфайтинг −63 кг.
- 2 место. Кубок мира 2018 г. (Италия, Римини) дисциплина: лайт-контакт — 63 кг.
- 1 место. Чемпионат России 2019 г. (Самара, Россия) дисциплина: поинтфайтинг −63 кг.
- 1 место. Кубок мира 2019 г. (Италия, Римини) дисциплина: поинтфайтинг — 63 кг.
- 3 место. Чемпионат мира 2019 г. (Анталия, Турция) дисциплина: поинтфайтинг −63 кг.

Шапронас Алина — член сборной команды России, Заслуженный мастер спорта России.
- 3 место. Первенство Европы 2017 г. (Скопье, Македония) дисциплина: поинтфайтинг — 55 кг.
- 2 место. Первенство Европы 2017 г. (Скопье, Македония) дисциплина: лайт-контакт — 55 кг.
- 3 место. Первенство мира 2018 г. (Италия, лидо де Изоло) дисциплина: поинтфайтинг — 55 кг.
- 2 место. Первенство мира 2018 г. (Италия, лидо де Изоло) дисциплина: лайт-контакт — 55 кг.
- 1 место. Чемпионат Европы 2018 г. (Словения, Марибор) дисциплина: поинтфайтинг — 55 кг.
- 1 место. Чемпионат России 2019 г. (Самара, Россия) дисциплина: поинтфайтинг −55 кг.
- 1 место. Кубок мира 2019 г. (Италия, Римини) дисциплина: поинтфайтинг — 55 кг.
- 1 место. Кубок мира 2019 г. (Италия, Римини) дисциплина: лайт-контакт — 55 кг.
- 1 место. Чемпионат мира 2019 г. (Анталия, Турция) дисциплина: поинтфайтинг −55 кг.

### Личные награды и достижения
- 2 место. Чемпионат России 2006 г. (Россия, Череповец) дисциплина: лайт-контакт — 63 кг.
- 2 место. Чемпионат Европы 2006 г. (Македония, Скопье) дисциплина: лайт-контакт — 63 кг.
- 2 место. Чемпионат России 2007 г. (Россия, Череповец) дисциплина: лайт-контакт — 63 кг.
- 1 место. Чемпионат России 2008 г. (Россия, Череповец) дисциплина: лайт-контакт — 63 кг.
- 2 место. Чемпионат России 2008 г. (Россия, Череповец) дисциплина: семи-контакт (поинтфайтинг) — 63 кг.
- 1 место. Чемпион Европы 2008 г. (Португалия, Гуймараиш) дисциплина: лайт-контакт — 63 кг.
- 1 место. Чемпион Европы 2008 г. (Болгария, Варна)
- 1 место. Чемпионат России 2009 г. (Россия, Нижний Тагил) дисциплина: лайт-контакт — 63 кг.
- 1 место. Чемпионат России 2009 г. (Россия, Нижний Тагил) дисциплина: семи-контакт (поинтфайтинг) — 63 кг.
- 1 место. Кубок мира 2009 г. (Венгрия, Сегед) дисциплина: лайт-контакт — 63 кг.
- 1 место. Кубок мира 2009 г. (Венгрия, Сегед) дисциплина: семи-контакт (поинтфайтинг) — 63 кг.
- 1 место. Кубок мира 2009 г. (Италия, Римини) дисциплина: лайт-контакт — 63 кг.
- 1 место. Чемпионат мира 2009 г. (Италия, Линьяно-Соббиадоро).
- 1 место. Чемпион России 2010 г. (Россия, Геленджик) дисциплина: лайт-контакт — 63 кг.
- 1 место. Чемпион России 2010 г. (Россия, Геленджик) дисциплина: семи-контакт (поинтфайтинг) — 63 кг.
- 1 место. Кубок мира 2010 г. (Венгрия, Сегед) дисциплина: семи-контакт (поинтфайтинг) — 69 кг.
- 1 место. Кубок мира 2010 г. (Италия, Римини) дисциплина: лайт-контакт — 69 кг.
- 3 место. Кубок мира 2010 г. (Италия, Римини) дисциплина: семи-контакт (поинтфайтинг) — 69 кг.
- 2 место. Чемпионат Европы 2010 г. (Азербайджан, Баку) дисциплина: лайт-контакт — 63 кг.
- 1 место. Чемпионат Европы 2010 г. (Греция, Лоутраки) дисциплина: семи-контакт (поинтфайтинг) — 63 кг.
- 1 место. Чемпионат России 2011 г. (Россия, Астрахань) дисциплина: семи-контакт (поинтфайтинг) — 63 кг.
- 2 место. Кубок мира 2011 г. (Италия, Римини) дисциплина: семи-контакт (поинтфайтинг) — 69 кг.
- Чемпион России среди профессионалов 2012 г. (Россия, Москва) дисциплина: семи-контакт (поинтфайтинг) — 69 кг.

## Награды и звания
Приказом министра спорта, туризма и молодёжной политики Российской Федерации от 4 мая 2012 года № 70 НГ присвоено спортивное звание «Заслуженный мастер спорта России».
Приказом министра спорта от 15 мая 2019 г. № 78 НГ присвоено почётное звание «заслуженный тренер России».

## Личная жизнь
По национальности русский. Женат. В браке воспитывает дочь (2019 г.р.).

## Публикации и научный статьи
- Двигательная подготовка единоборцев (учебное пособие г. Омск, 2022 г.)[9]
- Тактико-техническая подготовка юных спортсменов игровых видов спорта и единоборств на основе условий сложно координационной направленности и минимальных ситуациях (научная статья, 2022 г.)[10]
- Совершенствование ударных баллистических способностей юных кикбоксеров средствами комплексных заданий координационной направленности (научная статья 2021)[11]
- Теоретические и практические основы некоторых видов единоборств в системе физического воспитания студентов вузов государственной службы[12]
- Минимальные ситуации в тактико-технической подготовке спортсменов различной квалификации ситуационных видов спорта (методические указания г. Москва, 2022 г.)[13]
- Визуализация ситуаций в тактико-технической подготовке спортсменов командно-игровых видов спорта и единоборств (учебное пособие г. Омск, 2021 г.)
- Методика тактико-технической подготовки квалифицированных кикбоксеров на основе предъявления условий сложно координационной направленности (статья в сборнике статей, 2021 г.)[14]
- Развитие быстроты и точности действий кикбоксеров с учётом специализированных восприятий (статья в сборнике статей, 2021 г.)[15]
- Технология моделирования тактико-технической деятельности кикбоксеров различной квалификации (статья в сборнике статей, 2021 г.)[16]
- Алгоритм построения ситуационных упражнений в тактико-технической подготовке квалифицированных кикбоксеров (статья в сборнике статей, 2021 г.)[17]
- Тактико-техническая подготовка квалифицированных спортсменов ситуационных видов спорта на основе вариативности действий в оперативном пространстве (монография г. Омск, 2021 г.)[18]
- Технология тактико-технической подготовки квалифицированных кикбоксеров с учётом сложно координационных условий ведения поединка[19]
- Особенности формирования двигательных задач спортсменами в условиях высокой вариативности действий[20]
- Анализ психофизиологического статуса кикбоксеров высокой квалификации в разделе лайт-контакт[21]
- Оценка функционирования центральной нервной системы кикбоксеров высокой квалификации разделов к-1 и лайт-контакт[22]
- Кикбоксинг техника для начинающих спортсменов[23]
- Кикбоксинг. Лайт-контакт[24]
- Кикбоксинг. Ближний бой и физическая подготовка[25]
- Кикбоксинг. Поинтфайтинг[26]
- Кикбоксинг. Кик-лайт[27]
- Технико-тактические показатели подготовленности высококвалифицированных кикбоксеров в разделе «поинтфайтинг»[28]
- Отличительные особенности боевой стойки и передвижения кикбоксеров в разделе «поинтфайтинг»[29]
- Различие профессиональных боевых единоборств от соревнований любителей[30]